# Chudá Lehota
Chudá Lehota (Hongaars: Újülés) is een Slowaakse gemeente in de regio Trenčín, en maakt deel uit van het district Bánovce nad Bebravou.
Chudá Lehota telt 213 inwoners.